# Стефанський ярус
|                              | Західна Європа     | Західна Європа    | ICS                     | ICS          | ICS                 |
| Система/ Епоха               | Підсистема/ Відділ | Ярус/ Вік         | Підсистема/ Відділ      | Ярус/ Вік    | Вік, млн років тому |
| ---------------------------- | ------------------ | ----------------- | ----------------------- | ------------ | ------------------- |
| Пермська                     | Пермська           | Пермська          | Пермська                | Пермська     | молодша             |
| К а м' я н о в у г і л ь н а | Сілезька           | Стефанський       | П е н с и л ь в а н і й | Гжельський   | 299.0–303.9         |
| К а м' я н о в у г і л ь н а | Сілезька           | Вестфальський     | П е н с и л ь в а н і й | Касимовський | 303,9–306,5         |
| К а м' я н о в у г і л ь н а | Сілезька           | Вестфальський     | П е н с и л ь в а н і й | Московський  | 306.5–311.7         |
| К а м' я н о в у г і л ь н а | Сілезька           | Вестфальський     | П е н с и л ь в а н і й | Башкирський  | 311.7–318.1         |
| К а м' я н о в у г і л ь н а | Сілезька           | Намюрський        | П е н с и л ь в а н і й | Башкирський  | 311.7–318.1         |
| К а м' я н о в у г і л ь н а | Сілезька           | М і с і с і п і й | Серпуховський           | 318.1–328.3  |                     |
| К а м' я н о в у г і л ь н а | Динантська         | М і с і с і п і й | Візейський              | Візейський   | 326,4–345,3         |
| К а м' я н о в у г і л ь н а | Динантська         | М і с і с і п і й | Турнейський             | Турнейський  | 345,3–359,2         |
| Девонська                    | Девонська          | Девонська         | Девонська               | Девонська    | древніша            |

Стефанський ярус, стефан (рос. стефанский ярус; англ. Stephanian; нім. Stephan n) — регіональний геологічний ярус стратиграфії північно-західної Європи. Верхній відділ кам'яновугільної системи відповідно до двочленного її поділу, прийнятому в Західній Європі.
Стефанський ярус отримав свою назву від французького міста Сент-Етьєн (що названо на честь Святого Стефана), де наявні породи цього періоду. Назву запропонував швейцарський геолог Карл Маєр-Еймар 1878 року для континентальних вугленосних відкладів Західної Європи.
Для стефанського ярусу характерною є певна флора (папороть, каламіти (лат. Calamites), кордаїти тощо); на нижній границі ярусу вимирає ряд лепідофітів, зникають папороті Mariopteris, з'являються Callipteridium, хвойні.